# Йозеф Кардинал Фрінгс (скульптура)
Йозеф Кардинал Фрінгс (нім. Josef Kardinal Frings) — скульптурна композиція, присвячена Йозефу Фрінгсу, колишньому кардиналу Кельна. Встановлена у місті Нойс поряд із базилікою св. Квіріна 12 серпня 2000 року. Є пам'яткою культури, що охороняється законом.

## Опис

### Скульптура

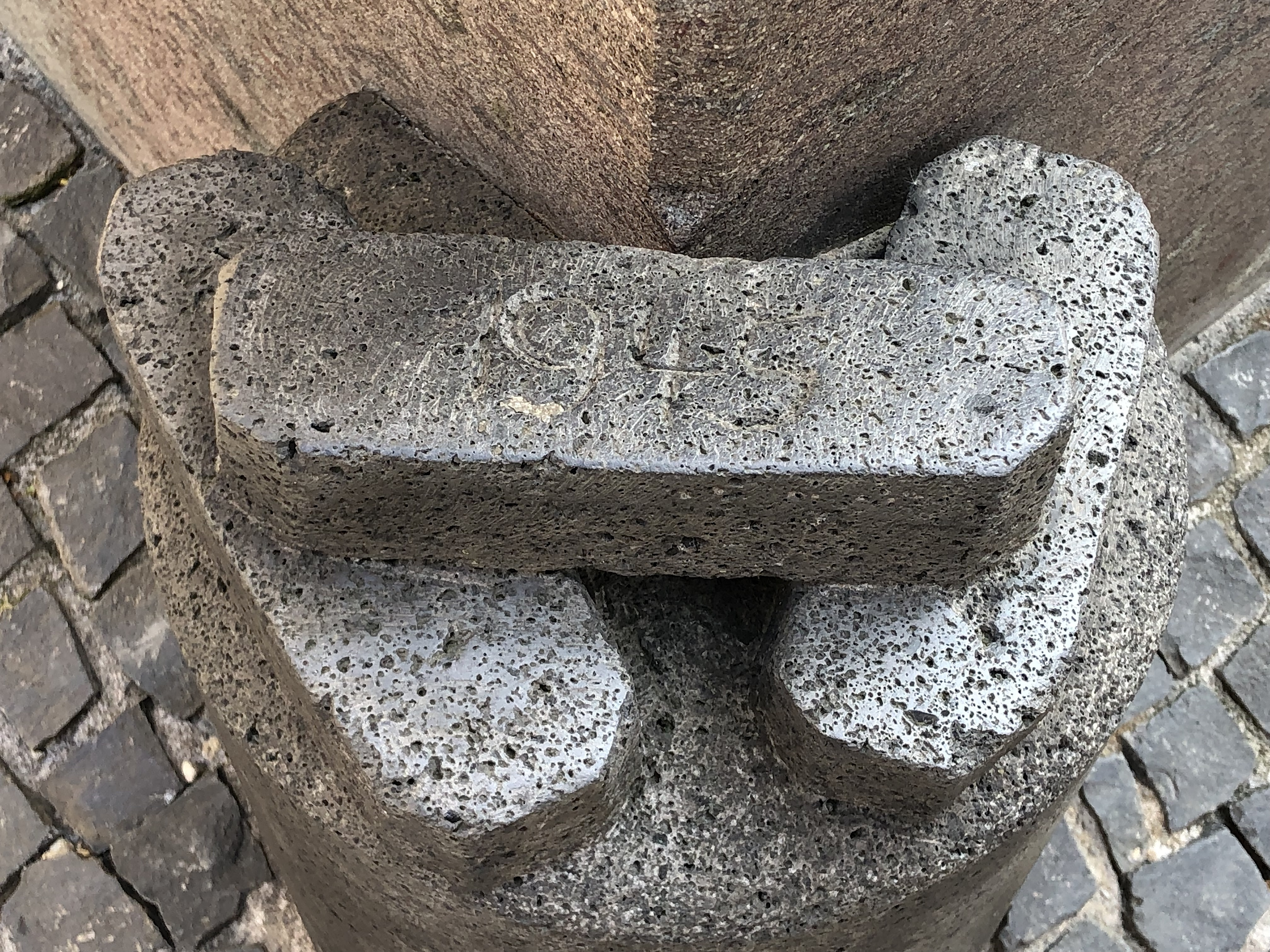
«Вугільні брикети» у постаменті пам'ятника

З ініціативи товариства пам'яті кардинала Фрінгса, який народився в Нойсі 8 лютого 1887, 12 серпня 2000 була встановлена скульптура роботи проф. Ельмара Хіллебранда, виконана у бронзі. Вона розташована у проміжку між базилікою св. Квіріна, вулицею Кремерштрассе та площею Фрайтхоф.
Висота скульптури разом із п'єдесталом становить 3,3 метра. Кардинал виконаний на повний зріст, задумливо схилившись над своєю палицею, яка впирається в грецькі літери Α і Ω, що символізують найменування Бога в Книзі Одкровення Іоанна Богослова, як початку і кінця всього сущого. Трохи нижче, безпосередньо на п'єдесталі зображені три вугільні брикети, нагадують про його знамениту новорічну проповідь 1946 року, в якій він визнав можливим простому народу красти вугілля у британської окупаційної влади, щоб не померти від холоду. У самому низу п'єдесталу, на його чотирьох кутах, встановлені виступи, призначені для захисту скульптури від автомобільного транспорту, оскільки тут невелика ширина проїзду.

### Рельєфи
Крім скульптури в композицію входять шість спеціальних бронзових рельєфів і два каналізаційні люки з рельєфами, розташованими в горизонтальному положенні навколо скульптури прямо на проїжджій частині. Рельєфи виконані художником Міхаелем Франке та освячені 14 грудня 2008 року. На рельєфах зображені найважливіші моменти життя кардинала Фрингса.

Рельєфи Міхаеля Франке
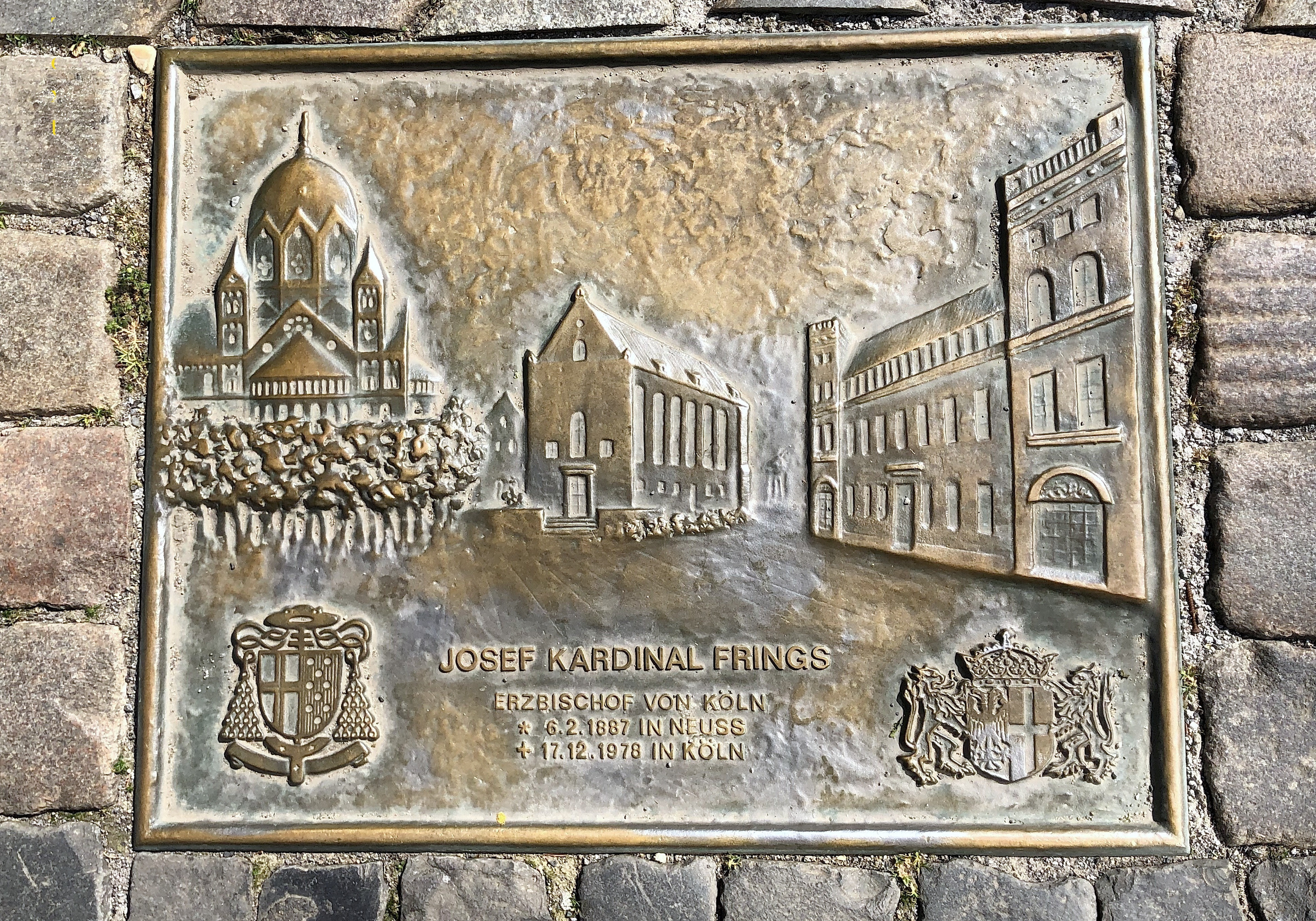
Місце народження (Нойс) та смерті (Кельн) кардинала Фрінгса
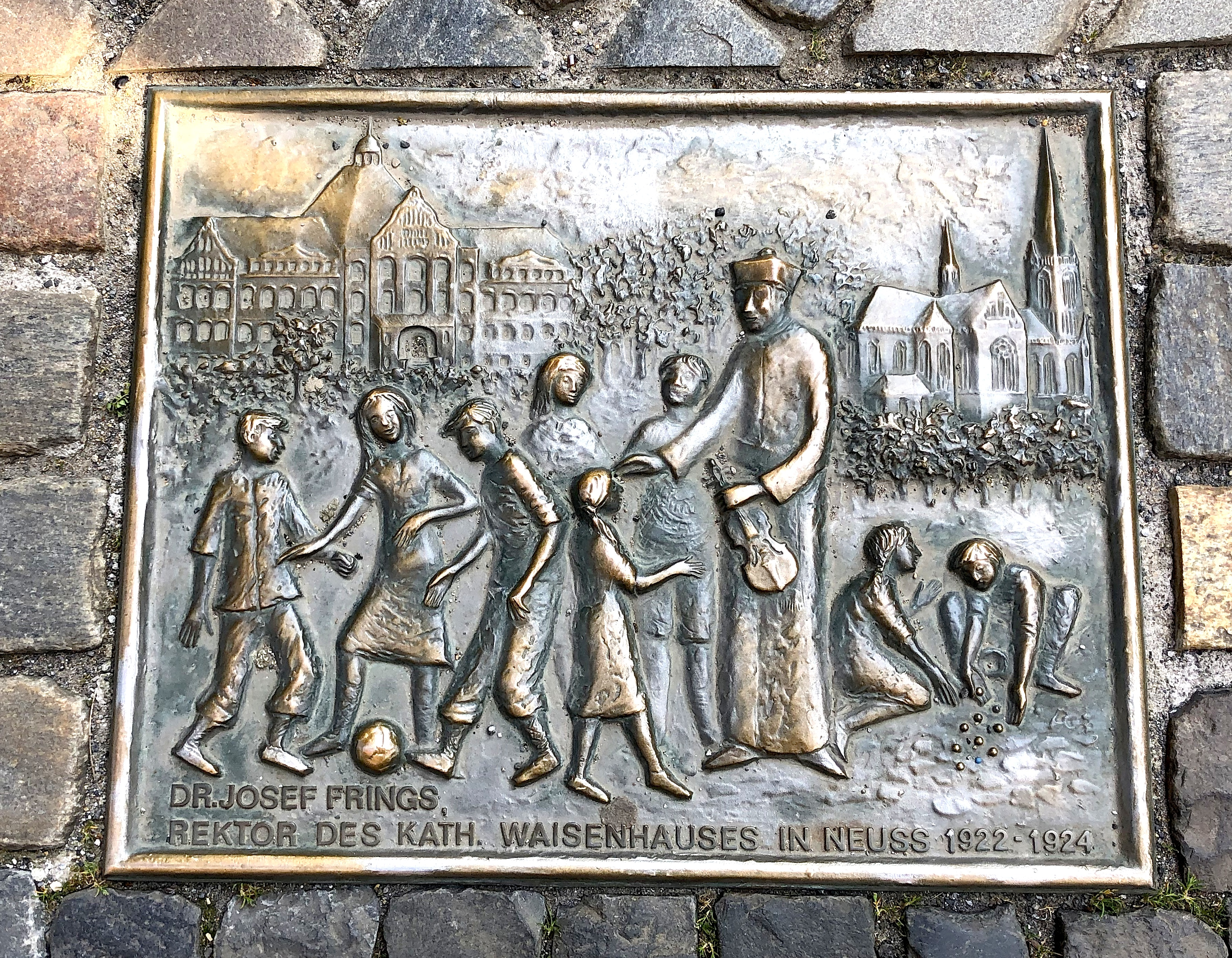
Др. Фрінгс - директор католицького дитячого будинку в Нойсі
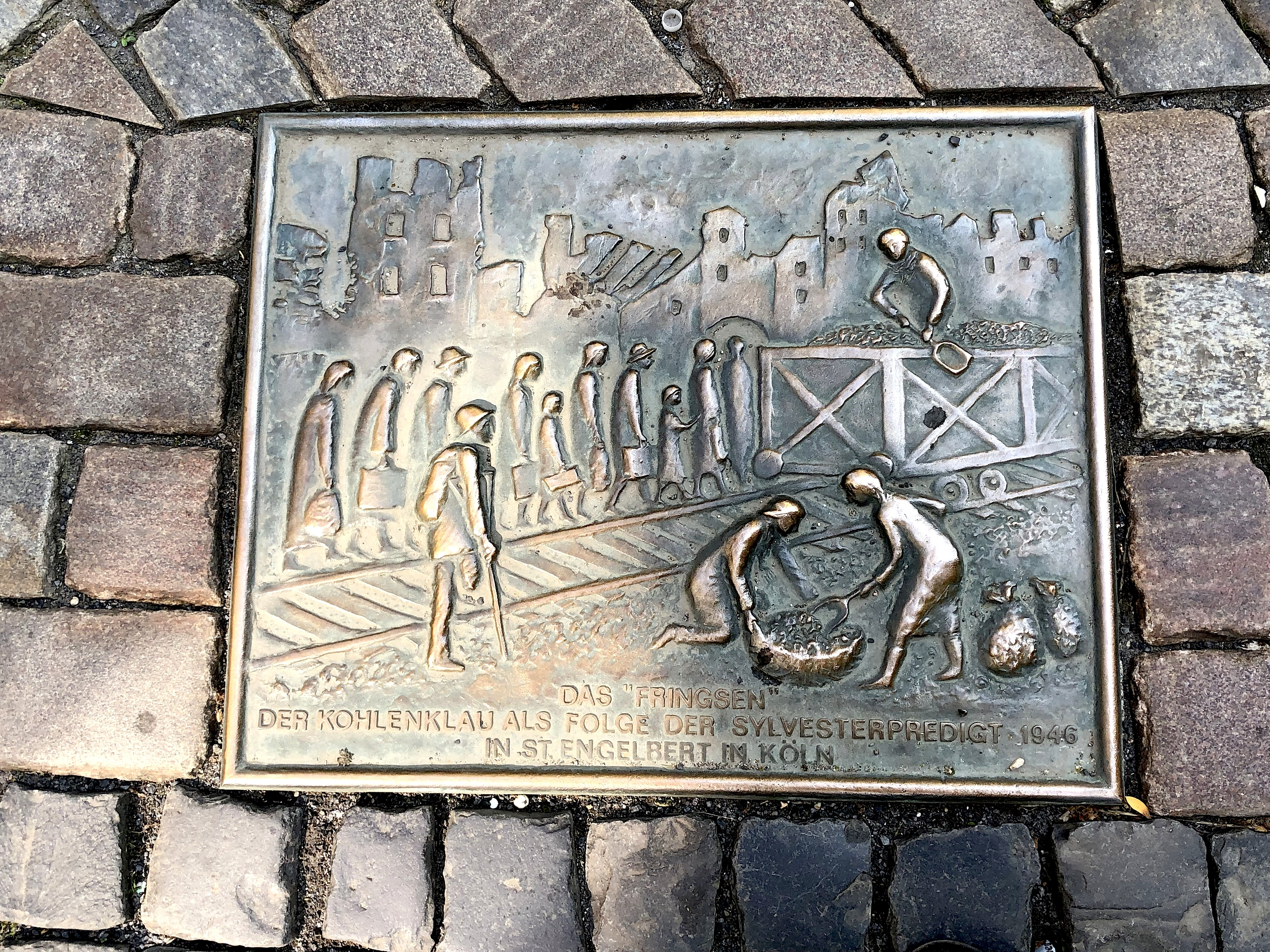
"Фрінгсени" - "злодії" вугільних брикетів після проповіді кардинала
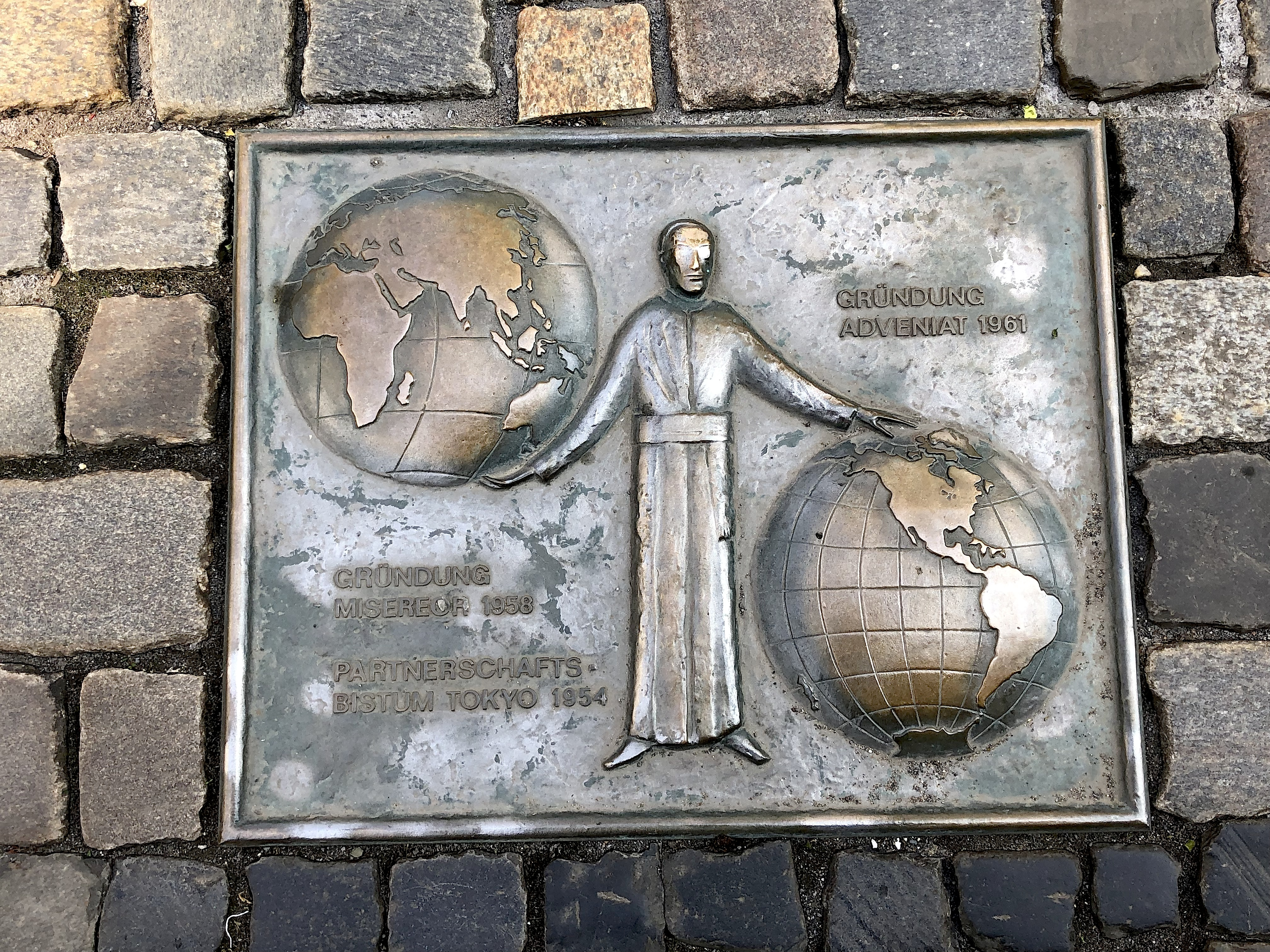
Фрінгс — один із засновників опікунських організацій у світі
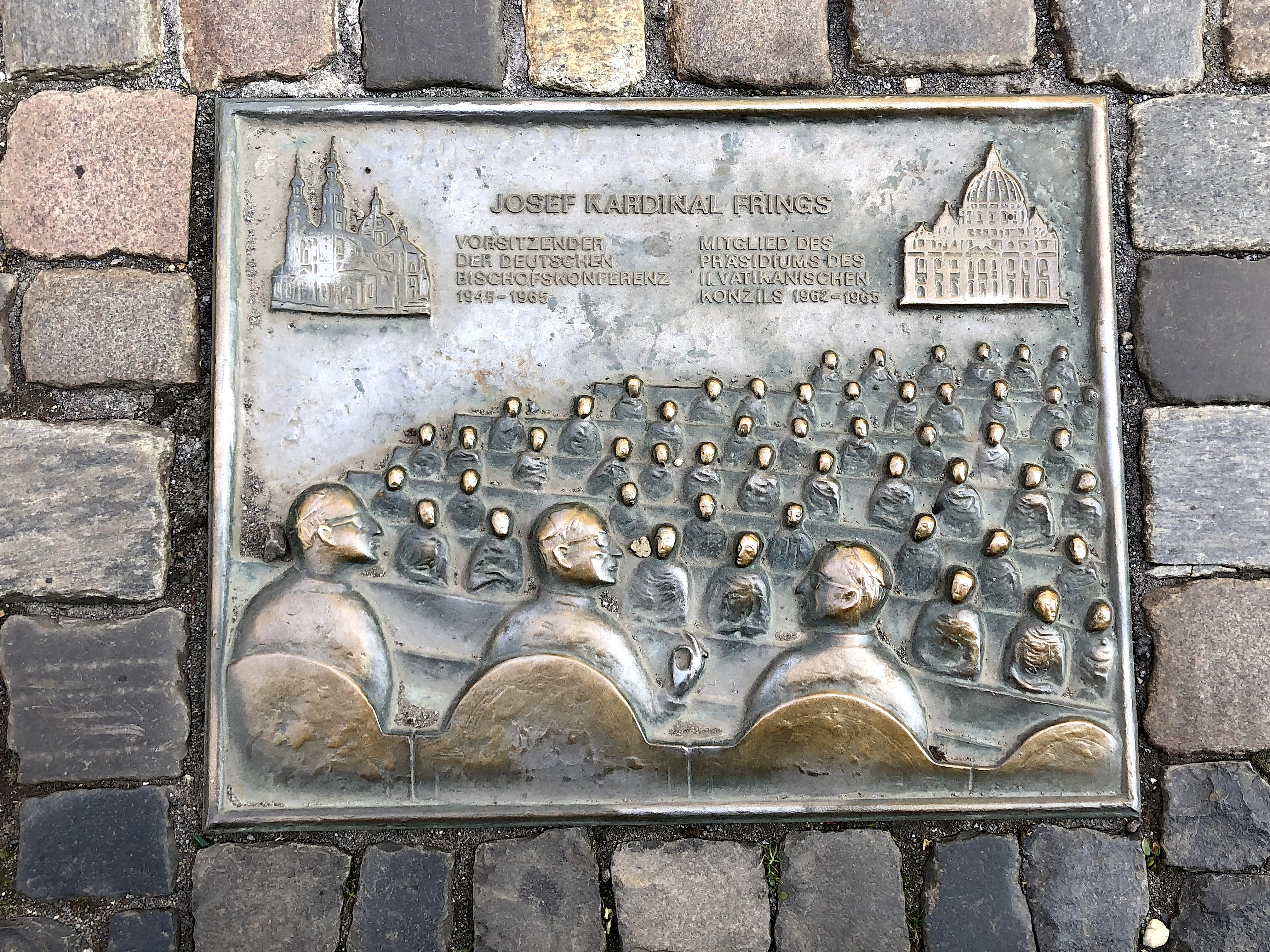
Фрінгс є членом президії Другого Ватиканського Собору.
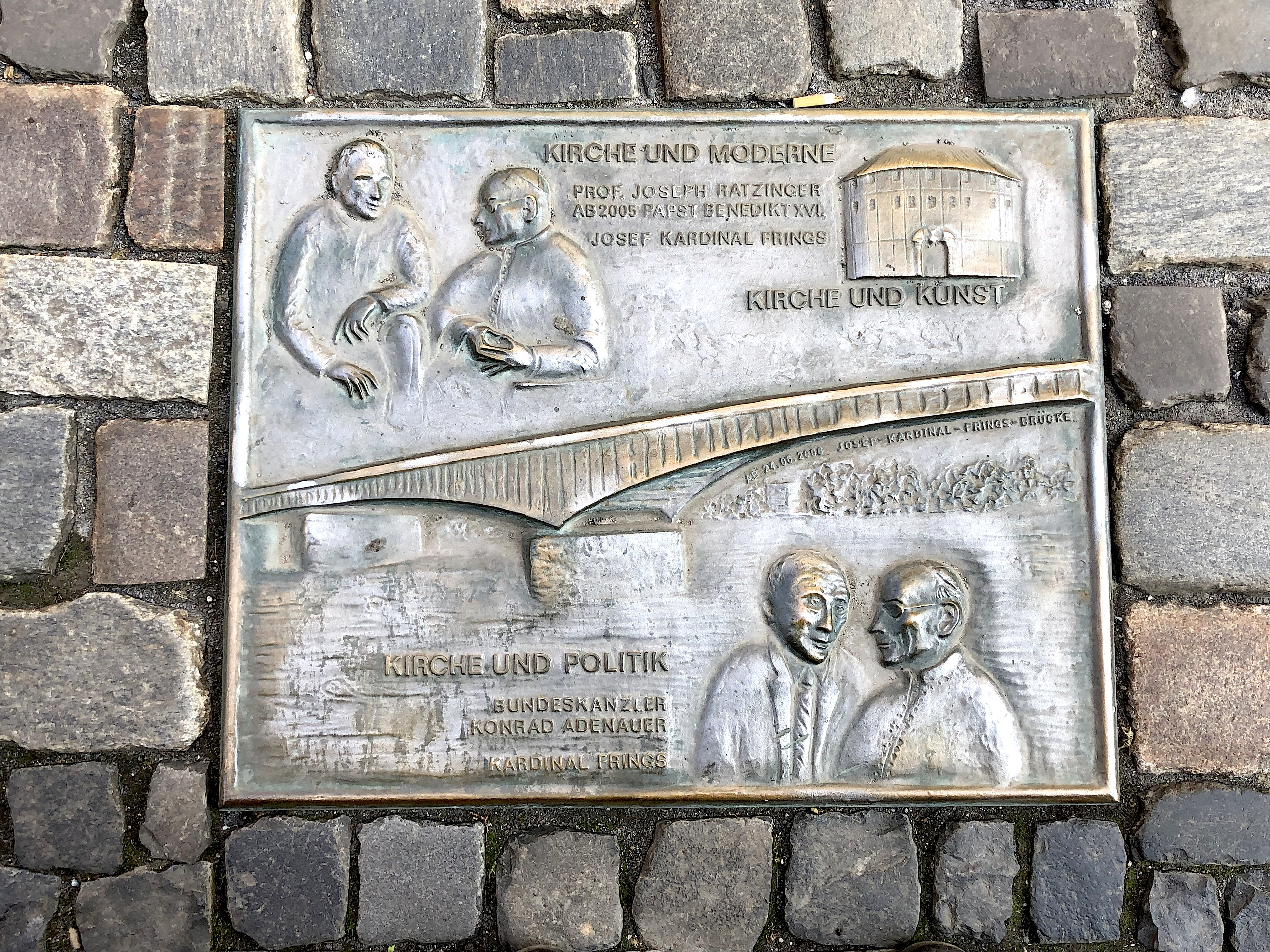
Фрінгс з Аденауером та Ратцінгером.  Міст його імені в Нойсі
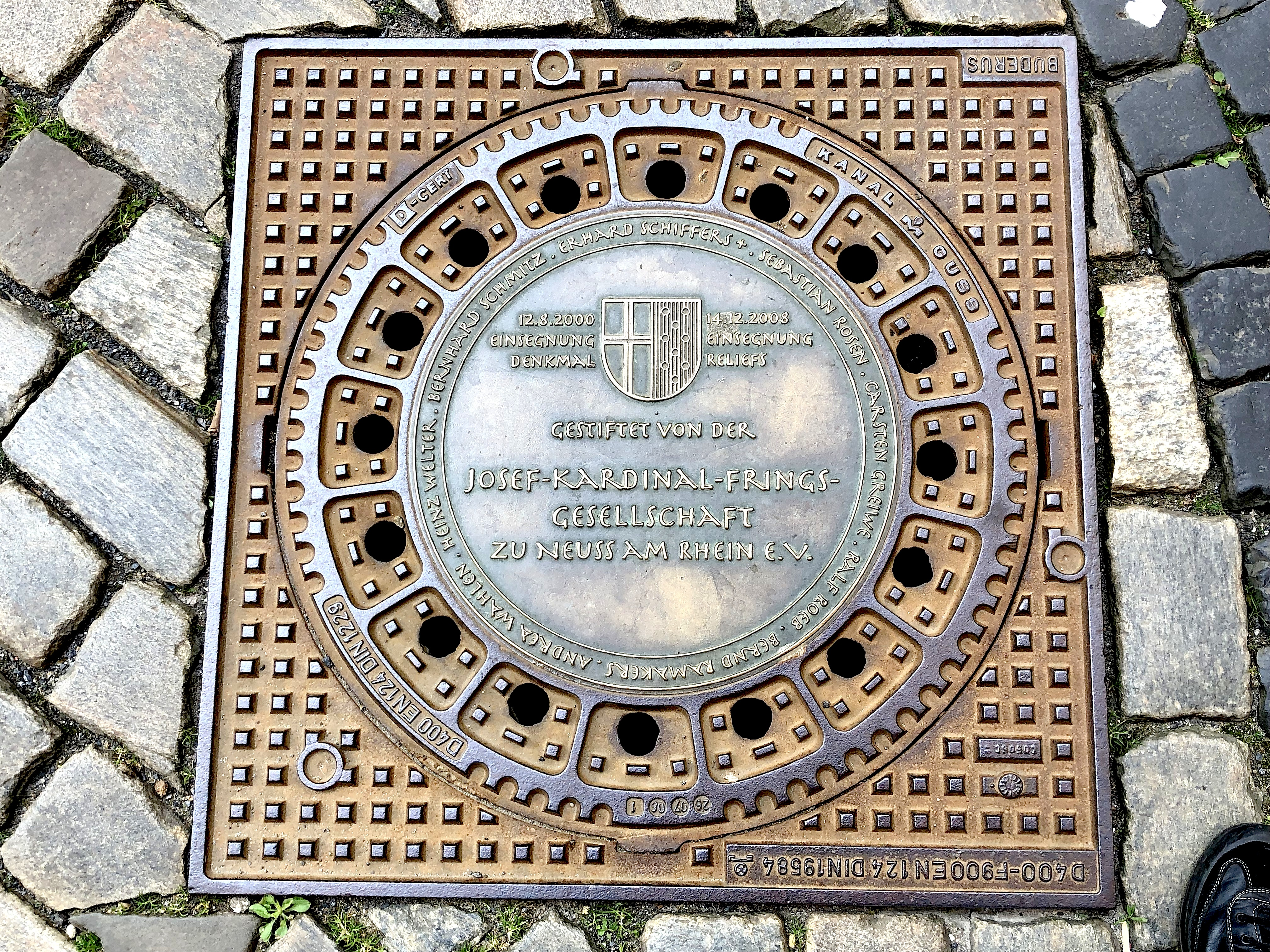
Суспільство Йозефа Кардинала Фрінгса в Нойсі на Рейні
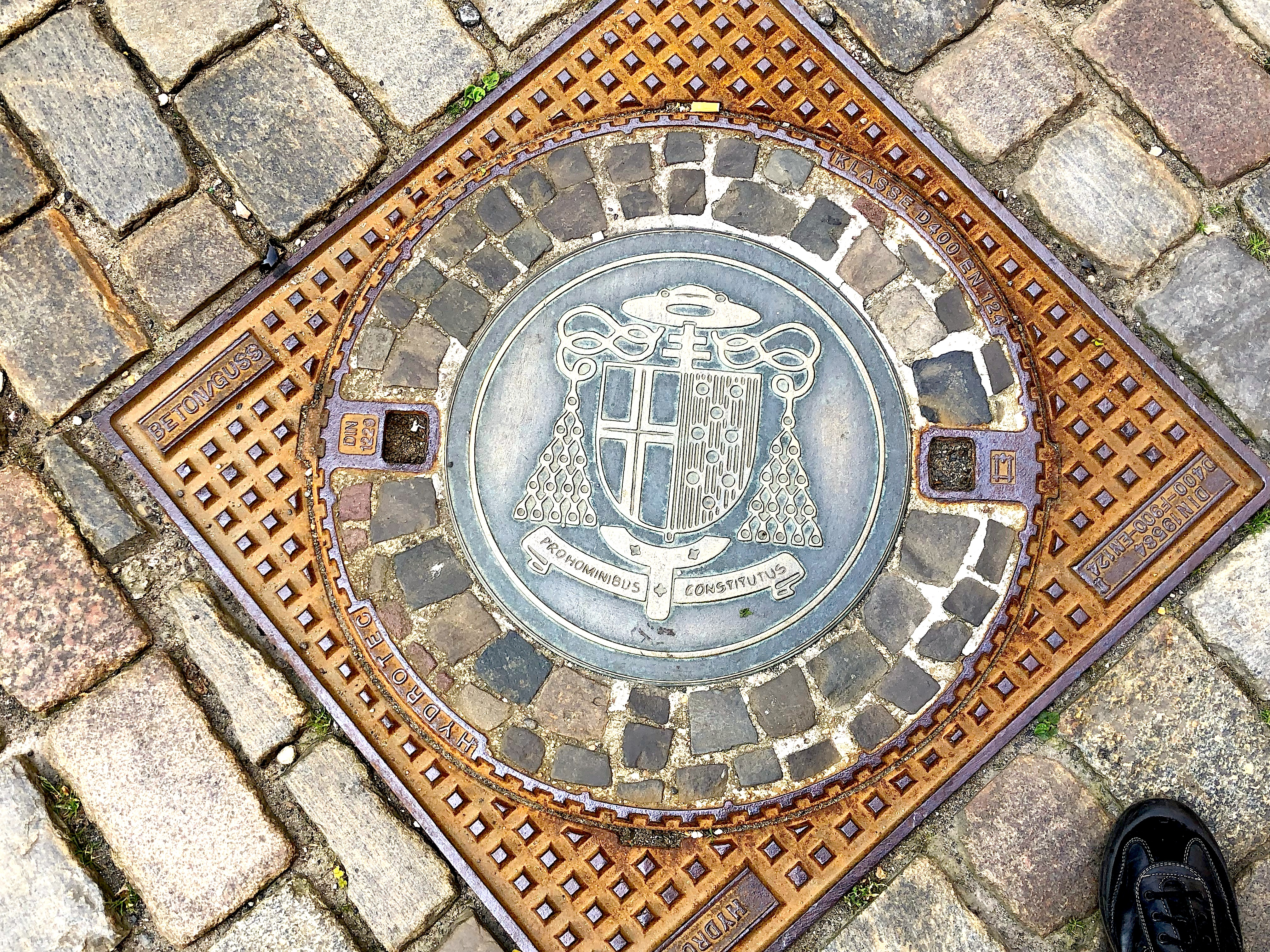
Герб кардинала Йозефа Фрингса

## Переїзд скульптурної композиції

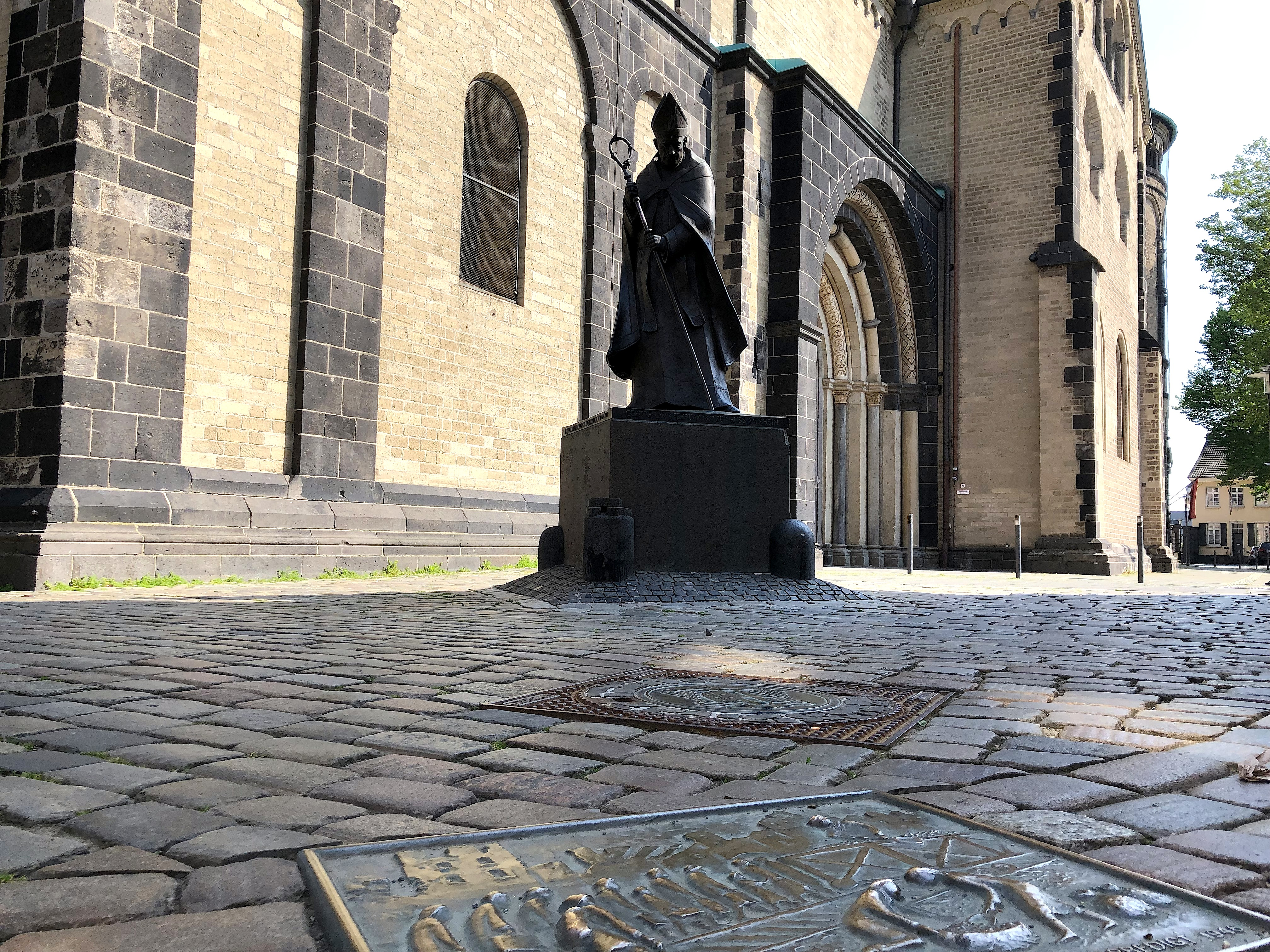
Скульптура разом із рельєфами

Вранці 3 квітня 2020 року потужний кран підняв пам'ятник та перемістив майже п'ятитонну скульптуру разом із п'єдесталом у нішу базиліки св. Квіріна, встановивши її поруч із могилою колишнього настоятеля базиліки Хуго Лідманна. Тут їй потрібно простояти майже рік у зв'язку з каналізаційними роботами на місці її постійного розташування. Рельєфи було перенесено сюди трохи раніше. 25 березня 2021 року, після завершення основних робіт, скульптуру повернули на колишнє місце.